# Meconopsis
Meconopsis és un gènere de plantes amb flor de la família Papaveraceae. Aquestes espècies fan flors vistoses. L'espècie de flor simple, Meconopsis cambrica, també coneguda com a "roselles gal·leses" és indígena de la Gran Bretanya i Irlanda. Les altres aproximadament 40 espècies se'n troben a l'Himàlaia. Respecte a aquestes espècies hi ha discussió entre si són espècies o híbrids.
Als Països Catalans l'única espècie autòctona d'aquest gènere és també la Meconopsis cambrica, que només es troba als Pirineus entre els 1.000 i els 1.500 m d'altitud).
Meconopsis grandis és la flor nacional del Bhutan; és una espècie que es va trobar en una expedició del 1922 a l'Everest i es va cultivar en un jardí botànic anglès.